# Sistema avoirdupois
Il sistema avoirdupois (pronuncia inglese:  /ævərdəˈpɔɪz/; pronuncia francese  /avwaʁdypwɑ/; abbreviato in avdp) è un sistema tecnico di sole unità di misura di massa, basato sulla libbra e sulla sua divisione in 16 once. È un sistema usato nella vita quotidiana negli Stati Uniti d'America ed è ancora parzialmente in uso anche nel Canada, nel Regno Unito e in alcune ex-colonie britanniche nonostante l'adozione ufficiale del sistema metrico. Per i metalli preziosi viene invece usato un altro sistema chiamato sistema troy. La moderna libbra avoirdupois è definita come esattamente pari a 0,45359237 kilogrammi. 

## Etimologia
La parola avoirdupois deriva dal francese anglo-normanno aveir de pois cioè "merci di peso". La parola si riferiva quindi a una classe di merci e successivamente indicò il sistema che veniva usato per pesare queste merci.